# Uprising (album d'Entombed)
Pour les articles homonymes, voir Uprising.
Albums de Entombed
Same Difference
(1998) Morning Star
(2001)
Uprising est le sixième album studio du groupe de Death metal suédois Entombed. L'album est sorti le 6 mars 2000 sous le label Metal-Is.
La version américaine de l'album inclut en plus les titres Superior, The Only Ones et Words.

## Musiciens
- Lars Göran Petrov - chant
- Uffe Cederlund - guitare
- Alex Hellid - guitare
- Jörgen Sandström - basse
- Peter Stjärnvind - batterie

## Liste des morceaux
1. Seeing Red – 3:29
2. Say It in Slugs – 4:46
3. Won't Back Down – 3:12
4. Insanitys Contagious – 2:51
5. Something out of Nothing – 3:13
6. Scottish Hell – 3:08
7. Time Out – 4:00
8. The Itch – 4:22
9. Year in Year Out – 2:39
10. Returning to Madness – 3:15
11. Come Clean – 2:52
12. In the Flesh – 6:04

### Titres supplémentaires de la version américaine
1. Superior
2. The Only Ones
3. Words